# Steve Brinkman
Steve Brinkman (Toronto, 12 gennaio 1978) è un pallavolista canadese.
Gioca nel ruolo di centrale.

## Carriera
Iniziò la sua carriera a 18 anni nel Ganaraska Wolves, ma esordì ad alti livelli due anni dopo, nelle file del Team Canada. Nel 2000 si mise in mostra con la maglia della Nazionale, venendo premiato come miglior muro del Campionato nordamericano. Con queste credenziali iniziò la sua vita da pallavolista itinerante, partendo dalla formazione francese dell'Arago de Sète Volley-Ball.
La sua prima affermazione di rilievo avvenne nella stagione successiva, quando giocando in Belgio con il Roeselare vinse la Top Teams Cup, il secondo trofeo europeo per importanza. Nel 2003 vinse la coppa nazionale in Spagna, mentre nel 2004 esordì nel campionato italiano, dove rimase per due stagioni. Dal 2006 al 2008 militò in formazioni greche, per poi giocare in Russia. Nella stagione 2009-2010 vinse campionato e coppa in Romania.
Nel 2010 si trasferì in Giappone, nella formazione della capitale. Con la squadra nipponica giocò solamente mezza stagione, fermato da un problema al ginocchio; per curarlo tornò in Canada. Il 24 agosto 2011 venne ufficializzato il suo ritorno in Italia, acquistato dalla Trentino Volley. Con i trentini vinse la Coppa del Mondo per club, la Coppa Italia e la Supercoppa italiana.
Nella stagione 2012-13 va a giocare nella Volleyball League A cinese con il Beijing Qiche Nanzi Paiqiu Julebu..

## Palmarès

### Club
- Campionato rumeno: 1

2009-10
- Campionato cinese: 1

2012-13
- Coppa del Re: 1

2002-03
- Coppa di Romania: 1

2009-10
- Coppa Italia: 1

2011-12
- Supercoppa italiana: 1

2011
- Campionato mondiale per club: 1

2011
- Top Teams Cup: 1

2001-02

### Nazionale (competizioni minori)
- Giochi panamericani 1999

### Premi individuali
- 2001 - Campionato nordamericano: Miglior muro